# تحلیل اسناد
تحلیل اسناد (انگلیسی: Documentary analysis)، سند و مدرک کاوی است.
بازکاوی مدارک
تجزیه و تحلیل موضوعی محتوای مَدرک و تعیین و انتخاب مشخصات و خصوصیات آن به نحوی که بازشناسی و بازیابی آن را میسر سازد.